# Mark Davis (baseball, 1960)
Pour les articles homonymes, voir Mark Davis et Davis.
Mark William Davis (né le 19 octobre 1960 à Livermore, Californie, États-Unis) est un lanceur gaucher de baseball qui a joué 15 saisons dans les Ligues majeures sur une période de 18 ans, de 1980 à 1997. 
Ce lanceur de relève a été sélectionné deux fois pour le match des étoiles et a remporté le trophée Cy Young comme meilleur lanceur de la Ligue nationale en 1989 avec les Padres de San Diego.

## Premières années
Mark Davis est un choix de première ronde des Phillies de Philadelphie en 1979. Il apparaît pour la première fois un match des majeures à l'âge de 19 ans, le 12 septembre 1980.
Après 11 matchs joués pour les Phillies et une saison (1982) passée en ligues mineures, Davis et le lanceur partant Mike Krukow sont transférés des Phillies aux Giants de San Francisco en retour du deuxième but Joe Morgan et du lanceur Al Holland.
Davis s'aligne 4 ans et demi avec les Giants avant d'être impliqué dans une transaction à 7 joueurs le 5 juillet 1987. Davis et trois coéquipiers (le troisième but Chris Brown, le lanceur Keith Comstock et le lanceur Mark Grant) prennent le chemin de San Diego alors que le voltigeur Kevin Mitchell, le lanceur Dave Dravecky et le lanceur Craig Lefferts sont transférés aux Giants.

## Padres de San Diego
Mark Davis se voit confier le rôle de stoppeur pour la première fois avec les Padres de San Diego. Il brille dans ce rôle, enregistrant d'abord 28 sauvetages en 1988 avec une excellente moyenne de points mérités de 2,01. Il est invité au match des étoiles pour la première fois.
En 1989 il fait encore mieux, menant les majeures avec 44 sauvetages et affichant une moyenne de points mérités de 1,85. Il gagne le trophée Cy Young du meilleur lanceur de la Ligue nationale, devançant au scrutin un partant gagnant de 20 victoires, Mike Scott des Astros de Houston.

## Royals de Kansas City
Ces performances valent à Davis une importante hausse de salaire. Devenu agent libre après la saison 1989, les Royals de Kansas City lui proposent un contrat de 13 millions de dollars pour de 4 saisons. Il s'agit du plus gros montant annuel jamais accordé à ce moment-là dans l'histoire des majeures, et cette entente a été citée comme l'un des contrats les moins profitables jamais accordé à un agent libre au baseball.
Davis s'avère une grande déception, perdant éventuellement le rôle de stoppeur attitré du club au profit de Jeff Montgomery.

## Dernières saisons
En juillet 1992, les Royals abandonnent et refilent Davis et son important contrat aux Braves d'Atlanta en retour du vétéran lanceur Juan Berenguer. Davis éprouve beaucoup de difficulté à Atlanta. Les Braves, champions de la division Ouest, ne l'utilisent pas dans leur route vers la Série mondiale et l'échangent aux Phillies de Philadelphie contre un joueur des ligues mineures au printemps 1993.
Davis s'aligne avec deux de ses anciennes équipes, les Phillies et les Padres, en 1993, avant d'être libéré par San Diego en mai 1994. Après des séjours en ligue mineure dans l'organisation des Marlins de la Floride et des Diamondbacks de l'Arizona, il effectue un retour dans les majeures pour quelques matchs en 1997 avec les Brewers de Milwaukee. Les Diamondbacks lui proposent une dernière chance en 1998 mais Davis met fin à sa carrière. Il n'aura réussi que 11 sauvetages après sa saison record de 1989.

## Palmarès
En 624 matchs dans les majeures, Mark Davis a lancé 1145 manches, maintenant une moyenne de points mérités de 4,17. Il a réussi 96 sauvetages et 1007 retraits sur des prises, remporté 51 victoires et encaissé 84 défaites.